# 二村楳山
二村 楳山（ふたむら ばいざん、男性、宝暦9年（1759年）– 天保6年（1835年））は、江戸時代後期の日本の篆刻家である。
名は公忠（きんただ）、楳山もしくは梅山と号し別号に隣居がある。美濃郡上の人。

## 略伝
若いうちに高芙蓉の門下となる。43歳『依竹堂印譜』を刊行。57歳のとき『十二刀法詳説』（文化12年（1815年））を著し、刀法や鋳法を詳細に説明した。この書には頼山陽の序文が掲載されている。
享年78。